# 塞文萊克斯 (北卡羅萊納州)
塞文萊克斯（英語：Seven Lakes）是位於美國北卡羅萊納州穆爾縣的普查規定居民點。

## 人口
根據2020年美國人口普查的數據，塞文萊克斯的面積為26.03平方千米，當中陸地面積為21.72平方千米，而水域面積為4.31平方千米。當地共有人口4900人，而人口密度為每平方千米188.24人。